# Partito Ecologista Verde del Cile
Il Partito Ecologista Verde del Cile (in spagnolo: Partido Ecologista Verde de Chile - PEV) è un partito politico cileno di orientamento ambientalista fondato nel 2008.
Dal punto di vista ideologico si può definire come un partito di centro-sinistra o di centro orientato a sinistra. L'attuale leader è Félix Marcelo González Gatica.
Nato su iniziativa di alcuni appartenenti ad organizzazioni ecologiste moderate, nel 2008 la formazione ha costituito, insieme al Partito Regionalista degli Indipendenti, l'alleanza Por un Chile Limpio presentatasi alle elezioni amministrative del 2008. In occasione delle elezioni presidenziali del 2009 ha sostenuto il candidato indipendente pro-Concertación Marco Enríquez-Ominami.